# سیارک ۵۸۰۹۵
سیارک ۵۸۰۹۵ (به انگلیسی: 58095 Oranienstein، نامگذاری:1973SN) پنجاه و هشت هزار و نود و پنجمین سیارک کشف شده‌است که در ۱۹ سپتامبر ۱۹۷۳ کشف شد.